# Lega Nazionale 1932-1933
L'edizione 1932-1933 della Lega Nazionale vide la vittoria finale del Servette.

## Stagione

### Novità
Dalla Lega Nazionale 1931-1932, sono stati retrocessi in Prima Lega 1932-1933, il Berna, il San Gallo, l' Étoile-Sporting e l' Old Boys Basilea, mentre dalla Prima Lega 1931-1932, sono stati promossi in Lega Nazionale 1932-1933, il Concordia Basilea e il Losanna.

## Girone 1

### Squadre partecipanti
| Club              | Città             | Stadio                 | Stagione 1932-1933   |
| ----------------- | ----------------- | ---------------------- | -------------------- |
| Basilea           | Basilea           | Landhof-Stadium        | 7º nel gruppo 1      |
| Bienne            | Bienne            | Stadion Gurzelen       | 2º nel gruppo 2      |
| La Chaux-de-Fonds | La Chaux-de-Fonds | Stade de la Charrière  | 6º nel gruppo 1      |
| Étoile Carouge    | Carouge           | Stade de La Fontenette | 4º nel gruppo 2      |
| Grasshoppers      | Zurigo            | Hardturm Stadion       | 3º nel girone finale |
| Lugano            | Lugano            | Campo Marzio           | 4º nel gruppo 1      |
| Urania Ginevra    | Ginevra           | Stade de Frontenex     | 4º nel girone finale |
| Young Fellows     | Zurigo            | Hardturm Stadion       | 3º nel gruppo 1      |

### Classifica finale
|  | Pos. | Squadra           | Pt | G  | V  | N | P  | GF | GS | DR  |
|  | ---- | ----------------- | -- | -- | -- | - | -- | -- | -- | --- |
|  | 1.   | Grasshoppers      | 23 | 14 | 10 | 3 | 1  | 56 | 26 | +30 |
|  | 2.   | Basilea           | 18 | 14 | 7  | 4 | 3  | 42 | 29 | +13 |
|  | 3.   | Lugano            | 16 | 14 | 6  | 4 | 4  | 18 | 16 | +2  |
|  | 4.   | La Chaux-de-Fonds | 15 | 14 | 7  | 1 | 6  | 19 | 15 | +4  |
|  | 5.   | Urania Ginevra    | 12 | 14 | 5  | 2 | 7  | 32 | 32 | 0   |
|  | 6.   | Young Fellows     | 12 | 14 | 5  | 2 | 7  | 29 | 29 | 0   |
|  | 7.   | Bienne            | 12 | 14 | 6  | 0 | 8  | 29 | 45 | -16 |
|  | 8.   | Étoile Carouge    | 4  | 14 | 1  | 2 | 11 | 15 | 48 | -33 |

Legenda:

      Ammesso alla fase finale per il titolo di campione di Svizzera.
      Retrocesso in Prima Lega 1932-1933.
Note:

Due punti a vittoria, uno a pareggio, zero a sconfitta.

### Risultati

#### Tabellone
| Girone 1          | BAS | BIE | ETC | GRA | LCF | LUG | URA | YFZ |
| Basilea           |     | 6-2 | 6-3 | 3-3 | 4-1 | 1-1 | 4-2 | 7-0 |
| Bienne            | 6-3 |     | 3-2 | 1-7 | 4-1 | 3-1 | 0-3 | 4-0 |
| Étoile Carouge    | 1-1 | 0-1 |     | 2-2 | 3-0 | 1-4 | 2-4 | 4-0 |
| Grasshoppers      | 7-1 | 5-3 | 3-0 |     | 3-2 | 5-2 | 4-4 | 3-1 |
| La Chaux-de-Fonds | 2-3 | 2-1 | 4-1 | 0-4 |     | 1-1 | 3-0 | 1-0 |
| Lugano            | 1-0 | 4-1 | 1-0 | 1-0 | 0-1 |     | 1-0 | 1-1 |
| Urania Ginevra    | 1-4 | 5-1 | 8-0 | 2-7 | 0-2 | 0-0 |     | 3-1 |
| YF Zurigo         | 2-2 | 1-3 | 2-0 | 2-3 | 1-4 | 2-0 | 5-0 |     |

#### Calendario
| Andata (1ª) | Andata (1ª) | Prima giornata                 | Ritorno (8ª) | Ritorno (8ª) |
|             |             |                                |              |              |
| 28 ago.     | 6-3         | Basilea-Étoile Carouge         | 1-1          | 23 apr.      |
| 28 ago.     | 3-2         | Grasshoppers-La Chaux de Fonds | 4-0          | 23 apr.      |
| 28 ago.     | 4-1         | Lugano-Bienne                  | 1-3          | 23 apr.      |
| 18 set.     | 3-1         | Urania-Young Fellows           | 0-5          | 23 apr.      |

| Andata (2ª) | Andata (2ª) | Seconda giornata           | Ritorno (9ª) | Ritorno (9ª) |
|             |             |                            |              |              |
| 4 set.      | 0-3         | Bienne-Urania              | 1-5          | 19 feb.      |
| 4 set.      | 1-4         | Étoile Carouge-Lugano      | 0-1          | 19 feb.      |
| 4 set.      | 2-3         | La Chaux de Fonds-Basilea  | 1-4          | 19 feb.      |
| 4 set.      | 2-3         | Young Fellows-Grasshoppers | 1-3          | 19 feb.      |

| Andata (3ª) | Andata (3ª) | Terza giornata                  | Ritorno (10ª) | Ritorno (10ª) |
|             |             |                                 |               |               |
| 11 set.     | 1-1         | Basilea-Lugano                  | 0-1           | 26 feb.       |
| 11 set.     | 5-3         | Grasshoppers-Bienne             | 7-1           | 26 feb.       |
| 11 set.     | 1-0         | La Chaux de Fonds-Young Fellows | 4-1           | 26 feb.       |
| 11 set.     | 8-0         | Urania-Étoile Carouge           | 4-2           | 26 feb.       |

| Andata (4ª) | Andata (4ª) | Quarta giornata          | Ritorno (11ª) | Ritorno (11ª) |
|             |             |                          |               |               |
| 25 set.     | 3-2         | Bienne-Étoile Carouge    | 1-0           | 30 apr.       |
| 25 set.     | 7-1         | Grasshoppers-Basilea     | 3-3           | 30 apr.       |
| 25 set.     | 3-0         | La Chaux de Fonds-Urania | 2-0           | 30 apr.       |
| 25 set.     | 2-0         | Young Fellows-Lugano     | 1-1           | 30 apr.       |

| Andata (5ª) | Andata (5ª) | Quinta giornata             | Ritorno (12ª) | Ritorno (12ª) |
|             |             |                             |               |               |
| 9 ott.      | 4-1         | Bienne-La Chaux de Fonds    | 1-2           | 19 mar.       |
| 9 ott.      | 2-2         | Étoile Carouge-Grasshoppers | 0-3           | 19 mar.       |
| 9 ott.      | 1-0         | Lugano-Urania               | 0-0           | 19 mar.       |
| 9 ott.      | 2-2         | Young Fellows-Basilea       | 0-7           | 19 mar.       |

| Andata (6ª) | Andata (6ª) | Sesta giornata                   | Ritorno (13ª) | Ritorno (13ª) |
|             |             |                                  |               |               |
| 16 ott.     | 4-2         | Basilea-Urania                   | 4-1           | 26 mar.       |
| 16 ott.     | 5-2         | Grasshoppers-Lugano              | 0-1           | 26 mar.       |
| 16 ott.     | 4-1         | La Chaux de Fonds-Étoile Carouge | 0-3           | 26 mar.       |
| 16 ott.     | 1-3         | Young Fellows-Bienne             | 0-4           | 26 mar.       |

| Andata (7ª) | Andata (7ª) | Settima giornata             | Ritorno (14ª) | Ritorno (14ª) |
|             |             |                              |               |               |
| 24 ott.     | 2-0         | Young Fellows-Étoile Carouge | 4-0           | 14 mag.       |
| 30 ott.     | 6-2         | Basilea-Bienne               | 3-6           | 7 mag.        |
| 30 ott.     | 0-1         | Lugano-La Chaux de Fonds     | 1-1           | 9 mag.        |
| 30 ott.     | 2-7         | Urania-Grasshoppers          | 4-4           | 14 mag.       |

## Girone 2

### Squadre partecipanti
| Club              | Città   | Stadio                         | Stagione 1932-1933                                    |
| ----------------- | ------- | ------------------------------ | ----------------------------------------------------- |
| Aarau             | Aarau   | Stadion Brügglifeld            | 5º nel gruppo 2                                       |
| Blue Stars Zurigo | Zurigo  | Hardturm Stadion               | 6º nel gruppo 2                                       |
| Concordia Basilea | Basilea | Stadion Schützenmatte          | 1º nel gruppo Ovest Neopromossa                       |
| Losanna           | Losanna | Stade Olympique de la Pontaise | 1º nel gruppo Est Neopromossa e Campione di Svizzera. |
| Nordstern         | Basilea | Stadion Rankhof                | 5º nel gruppo 1                                       |
| Servette          | Ginevra | Stade des Charmilles           | 7º nel gruppo 2                                       |
| Young Boys        | Berna   | Wankdorfstadion                | 3º nel gruppo 2                                       |
| Zurigo            | Zurigo  | Stadio Letzigrund              | 2º nel girone finale                                  |

### Classifica finale
|  | Pos. | Squadra           | Pt | G  | V  | N | P  | GF | GS | DR  |
|  | ---- | ----------------- | -- | -- | -- | - | -- | -- | -- | --- |
|  | 1.   | Servette          | 23 | 14 | 10 | 3 | 1  | 46 | 15 | +31 |
|  | 2.   | Young Boys        | 23 | 14 | 10 | 3 | 1  | 40 | 17 | +23 |
|  | 3.   | Losanna           | 20 | 14 | 8  | 4 | 2  | 33 | 17 | +16 |
|  | 4.   | Concordia Basilea | 15 | 14 | 6  | 3 | 5  | 30 | 22 | +12 |
|  | 5.   | Zurigo            | 13 | 14 | 4  | 5 | 5  | 30 | 26 | +4  |
|  | 6.   | Blue Stars Zurigo | 8  | 14 | 3  | 2 | 9  | 20 | 33 | -3  |
|  | 7.   | Nordstern         | 8  | 14 | 3  | 2 | 9  | 27 | 49 | -22 |
|  | 8.   | Aarau             | 2  | 14 | 0  | 2 | 12 | 12 | 59 | -47 |

Legenda:

      Va allo spareggio per l'ammissione alle finali.
      Retrocesso in Prima Lega 1932-1933.
Note:

Due punti a vittoria, uno a pareggio, zero a sconfitta.

### Risultati

#### Tabellone
| Girone 2          | AAR | BST | CON | LOS | NOR | SER | YBO | ZUR  |
| Aarau             |     | 0-3 | 2-4 | 0-5 | 1-1 | 2-2 | 2-3 | 2-10 |
| Blue Stars Zurigo | 3-0 |     | 2-3 | 1-2 | 2-2 | 2-4 | 2-4 | 2-0  |
| Concordia Basilea | 4-1 | 3-1 |     | 0-0 | 4-1 | 2-3 | 1-1 | 3-0  |
| Losanna           | 4-1 | 4-1 | 1-0 |     | 7-3 | 0-2 | 5-2 | 1-1  |
| Nordstern         | 5-1 | 3-0 | 2-6 | 0-2 |     | 0-9 | 3-4 | 1-3  |
| Servette          | 6-0 | 8-2 | 1-0 | 0-0 | 6-2 |     | 1-1 | 6-0  |
| Young Boys        | 3-0 | 3-1 | 1-0 | 4-0 | 4-1 | 6-0 |     | 3-1  |
| Zurigo            | 6-0 | 0-0 | 3-3 | 2-2 | 3-1 | 0-1 | 1-1 |      |

#### Calendario
| Andata (1ª) | Andata (1ª) | Prima giornata       | Ritorno (8ª) | Ritorno (8ª) |
|             |             |                      |              |              |
| 28 ago.     | 3-0         | Nordstern-Blue Stars | 2-2          | 23 apr.      |
| 28 ago.     | 6-0         | Servette-Aarau       | 2-2          | 23 apr.      |
| 28 ago.     | 1-1         | Zurigo-Young Boys    | 1-3          | 23 apr.      |
| 18 set.     | 1-0         | Losanna-Concordia    | 0-0          | 23 apr.      |

| Andata (2ª) | Andata (2ª) | Seconda giornata    | Ritorno (9ª) | Ritorno (9ª) |
|             |             |                     |              |              |
| 4 set.      | 1-1         | Aarau-Nordstern     | 1-5          | 19 feb.      |
| 4 set.      | 1-2         | Blue Stars-Losanna  | 1-4          | 19 feb.      |
| 4 set.      | 3-0         | Concordia-Zurigo    | 3-3          | 19 feb.      |
| 4 set.      | 6-0         | Young Boys-Servette | 1-1          | 19 feb.      |

| Andata (3ª) | Andata (3ª) | Terza giornata     | Ritorno (10ª) | Ritorno (10ª) |
|             |             |                    |               |               |
| 11 set.     | 2-3         | Aarau-Young Boys   | 0-3           | 26 feb.       |
| 11 set.     | 0-2         | Nordstern-Losanna  | 3-7           | 26 feb.       |
| 11 set.     | 1-0         | Servette-Concordia | 3-2           | 26 feb.       |
| 11 set.     | 0-0         | Zurigo-Blue Stars  | 0-2           | 26 feb.       |

| Andata (4ª) | Andata (4ª) | Quarta giornata      | Ritorno (11ª) | Ritorno (11ª) |
|             |             |                      |               |               |
| 25 set.     | 2-10        | Aarau-Zurigo         | 0-6           | 30 apr.       |
| 25 set.     | 3-1         | Concordia-Blue Stars | 3-2           | 30 apr.       |
| 25 set.     | 6-2         | Servette-Nordstern   | 9-0           | 30 apr.       |
| 25 set.     | 4-0         | Young Boys-Losanna   | 2-5           | 30 apr.       |

| Andata (5ª) | Andata (5ª) | Quinta giornata      | Ritorno (12ª) | Ritorno (12ª) |
|             |             |                      |               |               |
| 9 ott.      | 0-1         | Blue Stars-Servette  | 2-8           | 19 mar.       |
| 9 ott.      | 4-1         | Concordia-Aarau      | 4-2           | 19 mar.       |
| 9 ott.      | 1-1         | Losanna-Zurigo       | 2-2           | 19 mar.       |
| 9 ott.      | 4-1         | Young Boys-Nordstern | 4-3           | 19 mar.       |

| Andata (6ª) | Andata (6ª) | Sesta giornata       | Ritorno (13ª) | Ritorno (13ª) |
|             |             |                      |               |               |
| 16 ott.     | 0-3         | Aarau-Blue Stars     | 0-3           | 26 mar.       |
| 16 ott.     | 1-3         | Nordstern-Zurigo     | 1-3           | 26 mar.       |
| 16 ott.     | 0-0         | Servette-Losanna     | 2-0           | 26 mar.       |
| 16 ott.     | 1-0         | Young Boys-Concordia | 1-1           | 26 mar.       |

| Andata (7ª) | Andata (7ª) | Settima giornata      | Ritorno (14ª) | Ritorno (14ª) |
|             |             |                       |               |               |
| 30 ott.     | 2-4         | Blue Stars-Young Boys | 1-3           | 9 mag.        |
| 30 ott.     | 4-1         | Losanna-Aarau         | 5-0           | 9 mag.        |
| 30 ott.     | 2-6         | Nordstern-Concordia   | 1-4           | 9 mag.        |
| 30 ott.     | 0-1         | Zurigo-Servette       | 0-6           | 9 mag.        |

#### Spareggio per il primo posto
|            |       |          | Città e data            |
| ---------- | ----- | -------- | ----------------------- |
| Young Boys | 2 - 1 | Servette | Losanna, 14 maggio 1933 |
|            |       |          |                         |

## Girone finale

### Classifica finale
|  | Pos. | Squadra      | Pt | G | V | N | P | GF | GS | DR  |
|  | ---- | ------------ | -- | - | - | - | - | -- | -- | --- |
|  | 1.   | Servette     | 5  | 3 | 2 | 1 | 0 | 9  | 1  | +8  |
|  | 2.   | Grasshoppers | 5  | 3 | 2 | 1 | 0 | 8  | 5  | +3  |
|  | 3.   | Young Boys   | 2  | 3 | 1 | 0 | 2 | 5  | 5  | 0   |
|  | 4.   | Berna        | 0  | 3 | 0 | 0 | 3 | 2  | 13 | -11 |

Legenda:

      Campione Svizzero 1932-1933.
Note:

Due punti a vittoria, uno a pareggio, zero a sconfitta.

### Calendario
|              | Risultati |              | Luogo e data            |
| ------------ | --------- | ------------ | ----------------------- |
| Berna        | 2 - 3     | Grasshoppers | Berna, 11 giugno 1933   |
| Servette     | 1 - 0     | Young Boys   | Ginevra, 11 giugno 1933 |
|              |           |              |                         |
| Grasshoppers | 1 - 1     | Servette     | Zurigo, 18 giugno 1933  |
| Young Boys   | 3 - 0     | Berna        | Berna, 18 giugno 1933   |
|              |           |              |                         |
| Grasshoppers | 4 - 2     | Young Boys   | Zurigo, 25 giugno 1933  |
| Servette     | 7 - 0     | Berna        | Ginevra, 25 giugno 1933 |

### Spareggio per il titolo
|          |       |              | Città e data         |  |
| -------- | ----- | ------------ | -------------------- |  |
| Servette | 3 - 2 | Grasshoppers | Berna, 2 luglio 1933 |  |
|          |       |              |                      |  |

### Verdetti finali
- Il Servette è Campione di Svizzera 1932-1933.
- Étoile Carouge e Aarau retrocesse in Prima Lega 1932-1933.